# Troelstra Beweging Nederland
De Troelstra Beweging Nederland was een Nederlandse socialistische politieke partij, voornamelijk actief in de provincie Friesland. Initiatiefnemer en partijleider was Paul Kiès, een populair maar eigenzinnig Fries lid van de SDAP.
Kiès zocht eind 1937 toenadering tot de CPN en prees het Rode Leger. Dit was niet naar de zin van de partijleiding van de SDAP, en Kiès en 6 van zijn aanhangers werden geroyeerd. Zij richtten Het Vrije Woord op, in 1938 omgenoemd tot Troelstra Beweging Nederland. Volgens Kiès was het doel van de nieuwe partij een opvolger van de SDAP van Troelstra te vormen door 'het goede van de s.d.a.p. en van de c.p.n. in zich te verenigen met vermijding hunner fouten'. Circa 2000 Friese SDAP-leden, een kwart van het totaal, liep over naar de nieuwe partij. Bij de verkiezingen voor de Provinciale Staten van 1939 won de partij 2 van de 50 Statenzetels in Friesland.
Na de Duitse inval in mei 1940 koos Kiès voor de collaboratie, hoewel dit idee niet gedeeld werd door een groot deel van de leden van de TBN. In april 1941 ging de TBN op in de NSNAP van Ernst van Rappard.